# Teatro de la Universidad de Medellín
El Teatro de la Universidad de Medellín, inició actividades el 26 de septiembre de 1985 y en homenaje a su principal impulsor, se le bautizó con el nombre de "Gabriel Obregón Botero" en 1988. En un principio, el recinto era para uso exclusivo de la Universidad, pero luego pasó a prestar servicio comercial desligandose de la Universidad. 
Cuenta con 1.702 localidades, en él se realizan funciones de música, danza, teatro, así como para el desarrollo de eventos empresariales y académicos.